# Cimetière de Bideford Higher
 (mai 2021).
Le cimetière de Bideford Higher est un cimetière situé à Bideford, dans le Nord du Devon. Aujourd'hui, il est géré par le conseil du district de Torridge. 

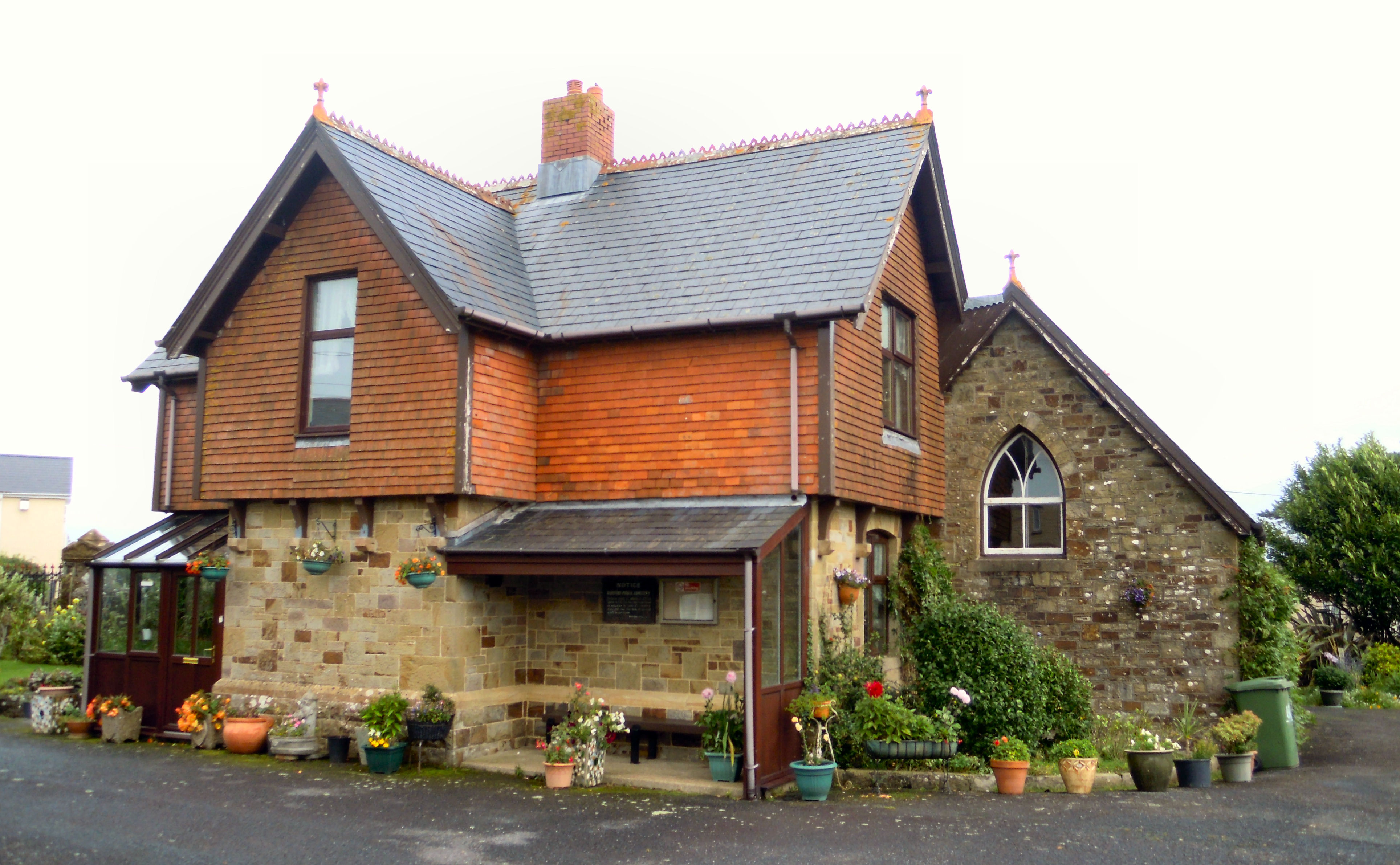
La maison du gardien du cimetière

Le cimetière a été inauguré, par le maire de Bideford, WL Yellacott, le 6 septembre 1889. Les archives du cimetière de 1899 à 1966 sont conservées au North Devon Athenaeum, une bibliothèque privée qui se situe dans le dernier étage du bâtiment de la bibliothèque Barnstaple. Le cimetière compte 13 sépultures de la Première Guerre mondiale et de la Seconde Guerre mondiale reconnaissable à leurs pierres tombales distinctives de la Commonwealth War Graves Commission. 

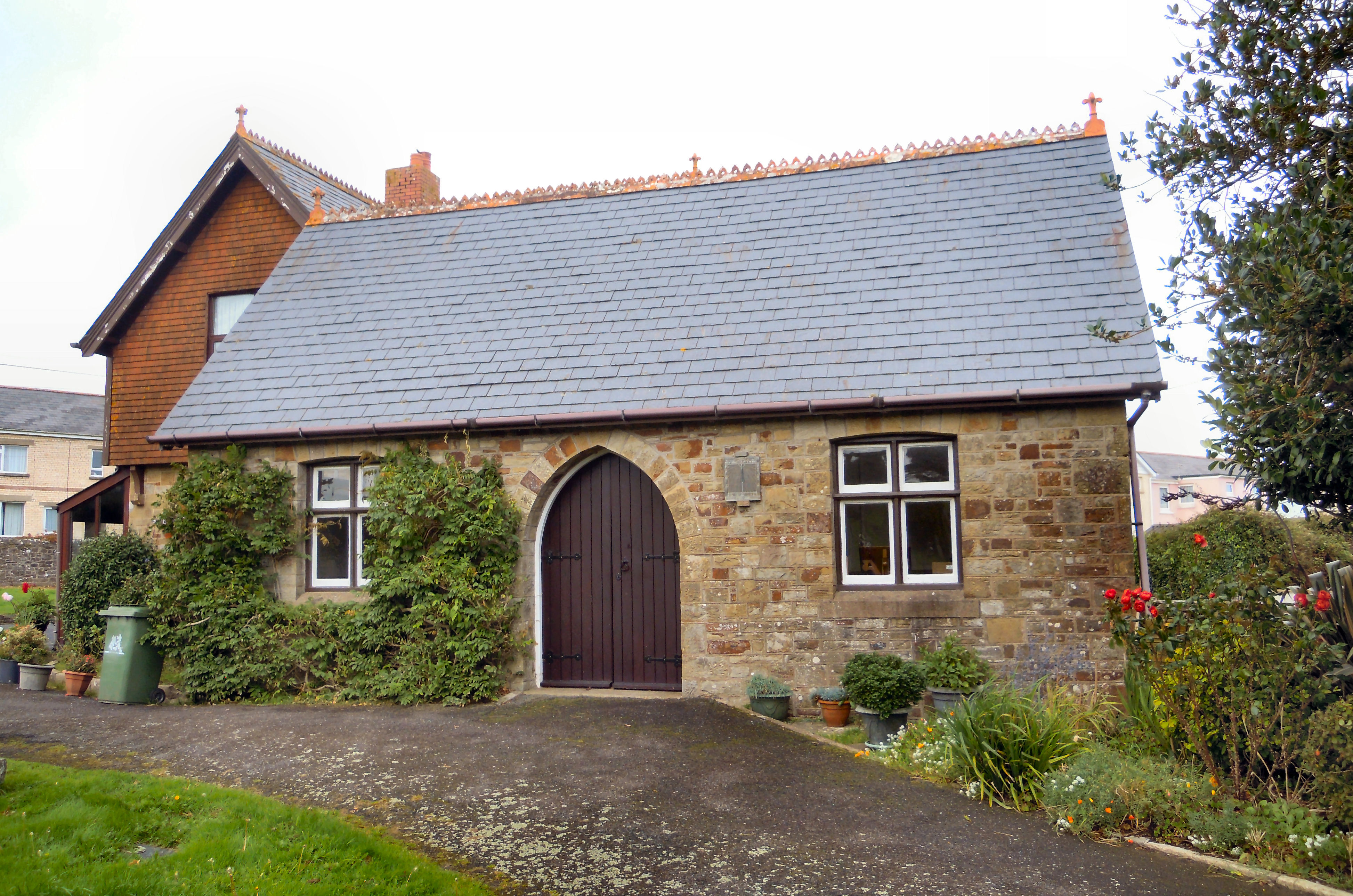
La chapelle du cimetière

Dans ce cimetière est enterré, le pilote-officier Philip Henry Lowther de la RAF (1922-1942). Il est mort à l'âgé de 20 ans dans un accident de vol lorsque le Bristol Blenheim qu'il pilotait s'est écrasé contre un pylône à Stoke Holy Cross à Norfolk lors d'un test aérien en 1942. 
Le sergent-major William Rogers (1823–1897) du 21e Royal Scots Fusiliers, vétéran de la guerre de Crimée, a également reçu la Distinguished Conduct Medal en 1855. Il a terminé ses jours à l'hôpital royal de Chelsea. 
Il y a un mémorial dédié aux réfugiés belges qui sont morts à Bideford pendant la Première Guerre mondiale et qui sont enterrés dans le cimetière.

## Galerie

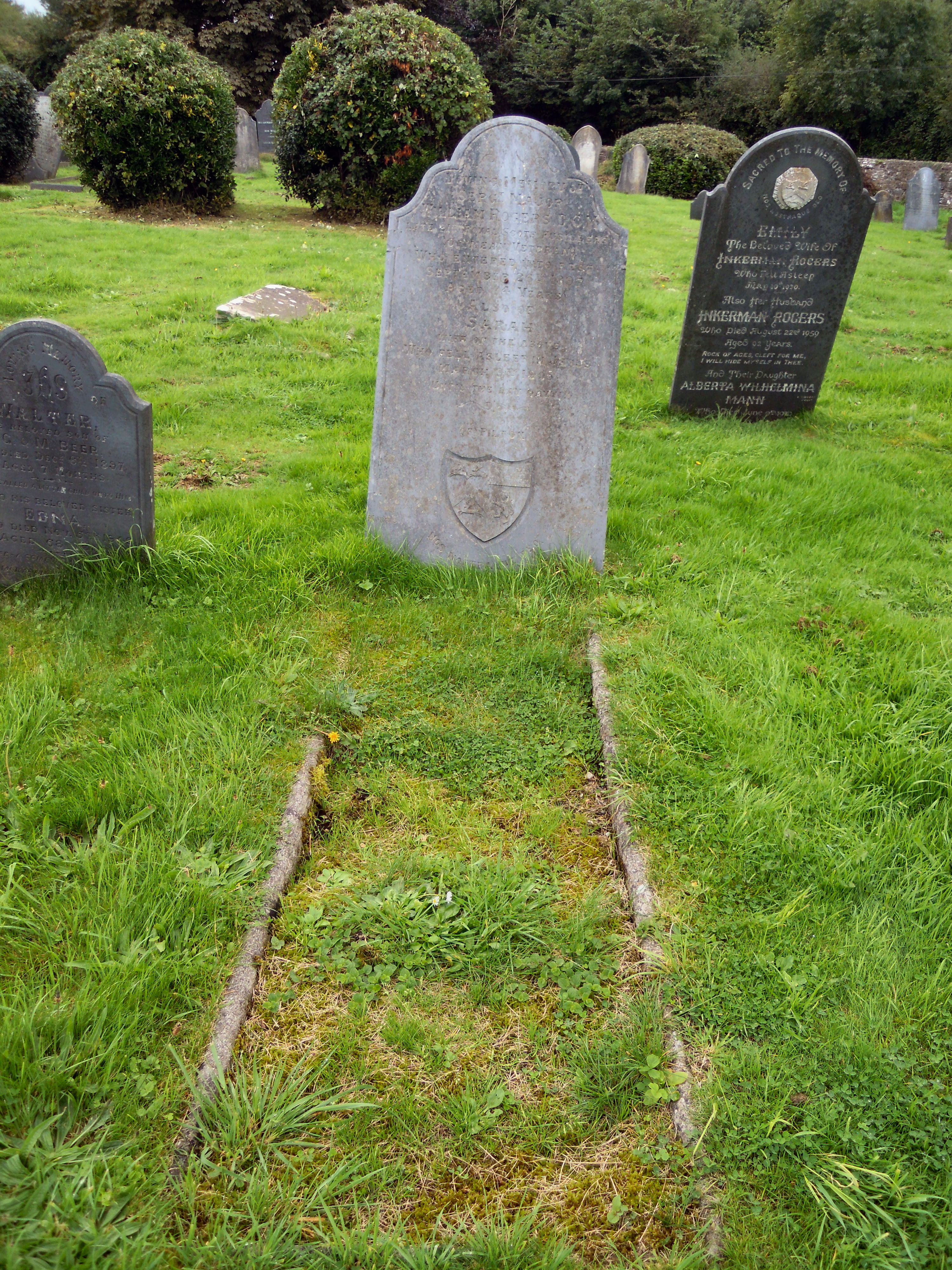
La tombe du vétéran de la guerre de Crimée, le Sgt Major William Rogers DCM
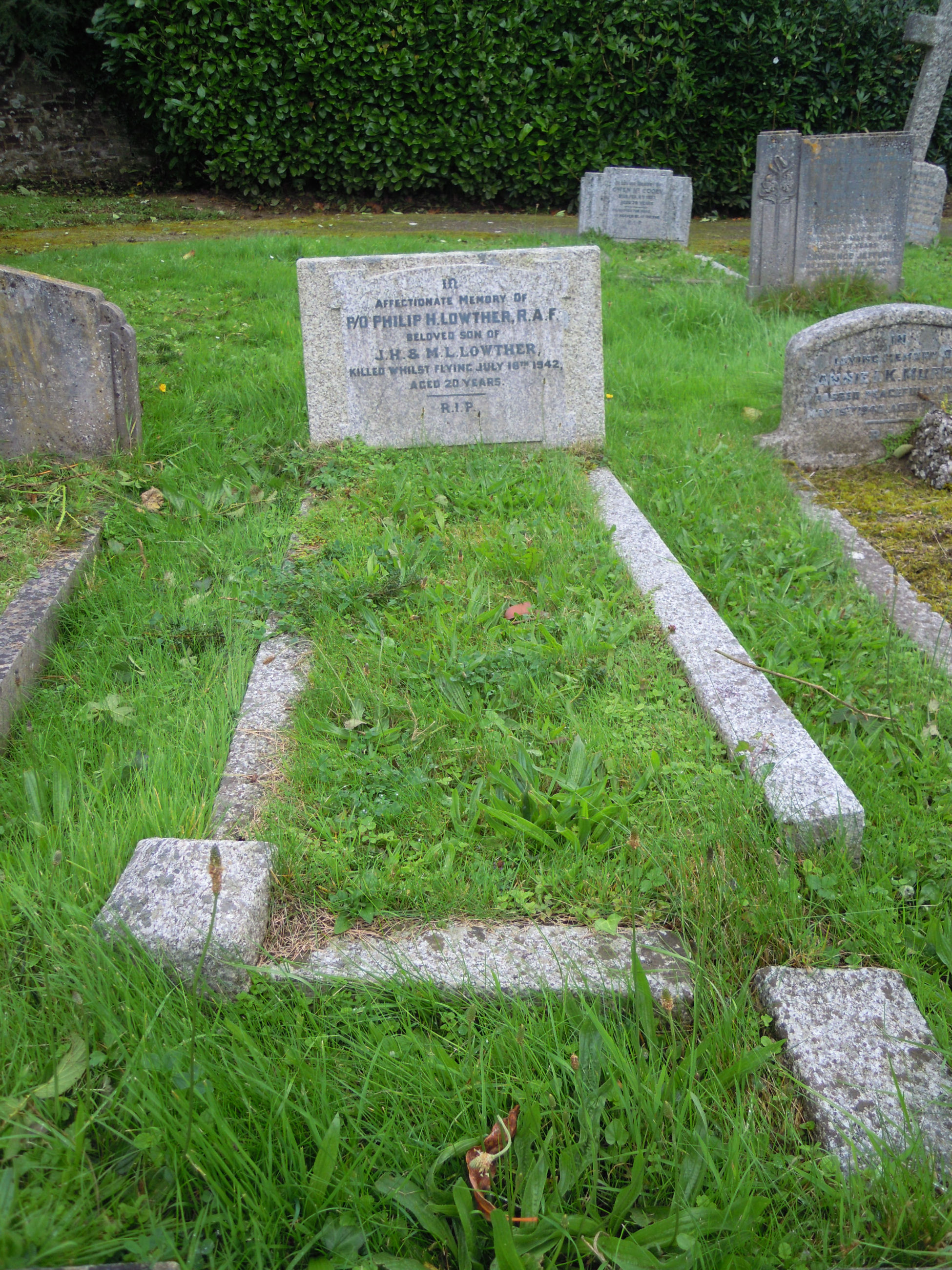
La tombe de l'officier pilote Philip Henry Lowther RAF
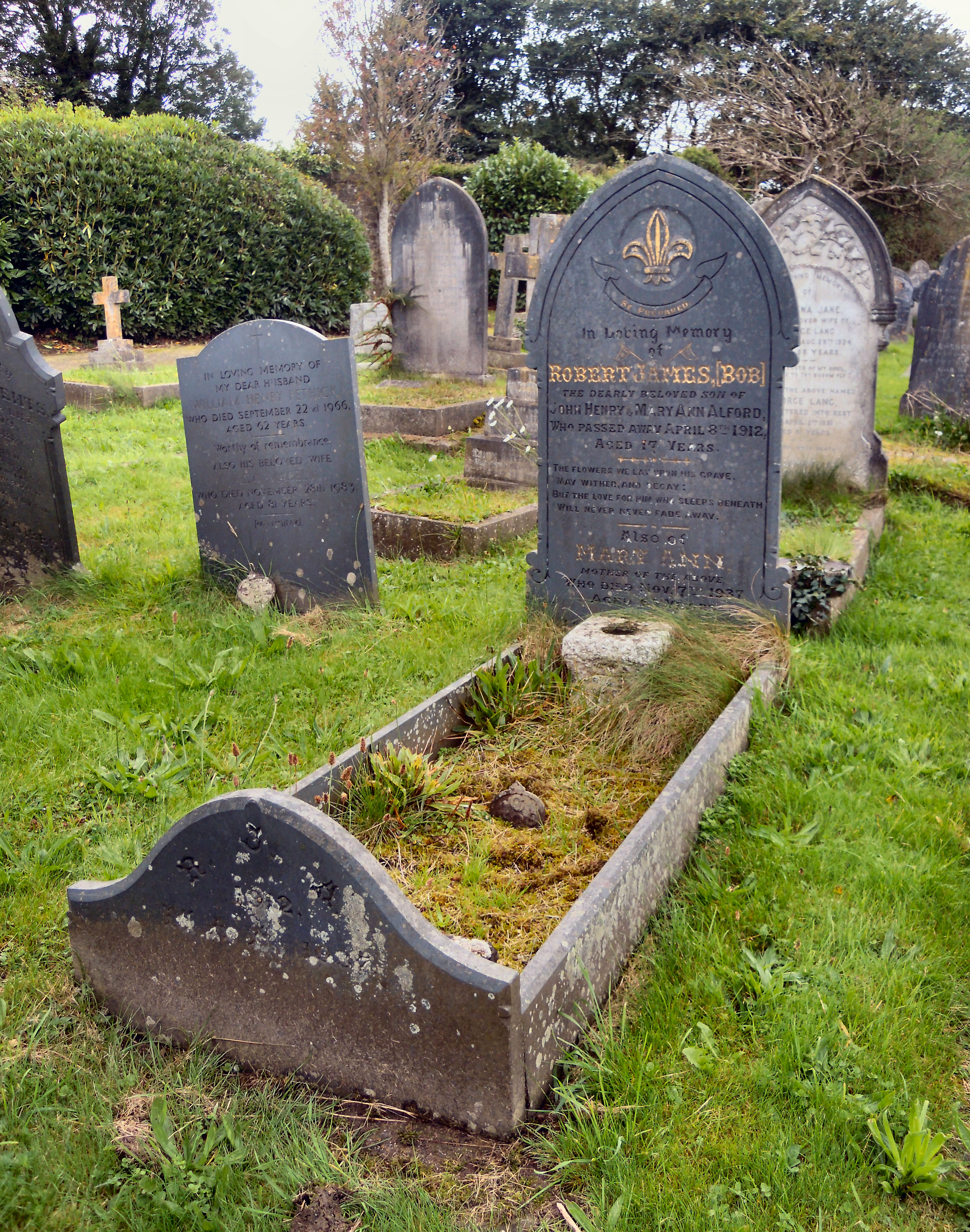
Tombe du scout  Robert James Alford
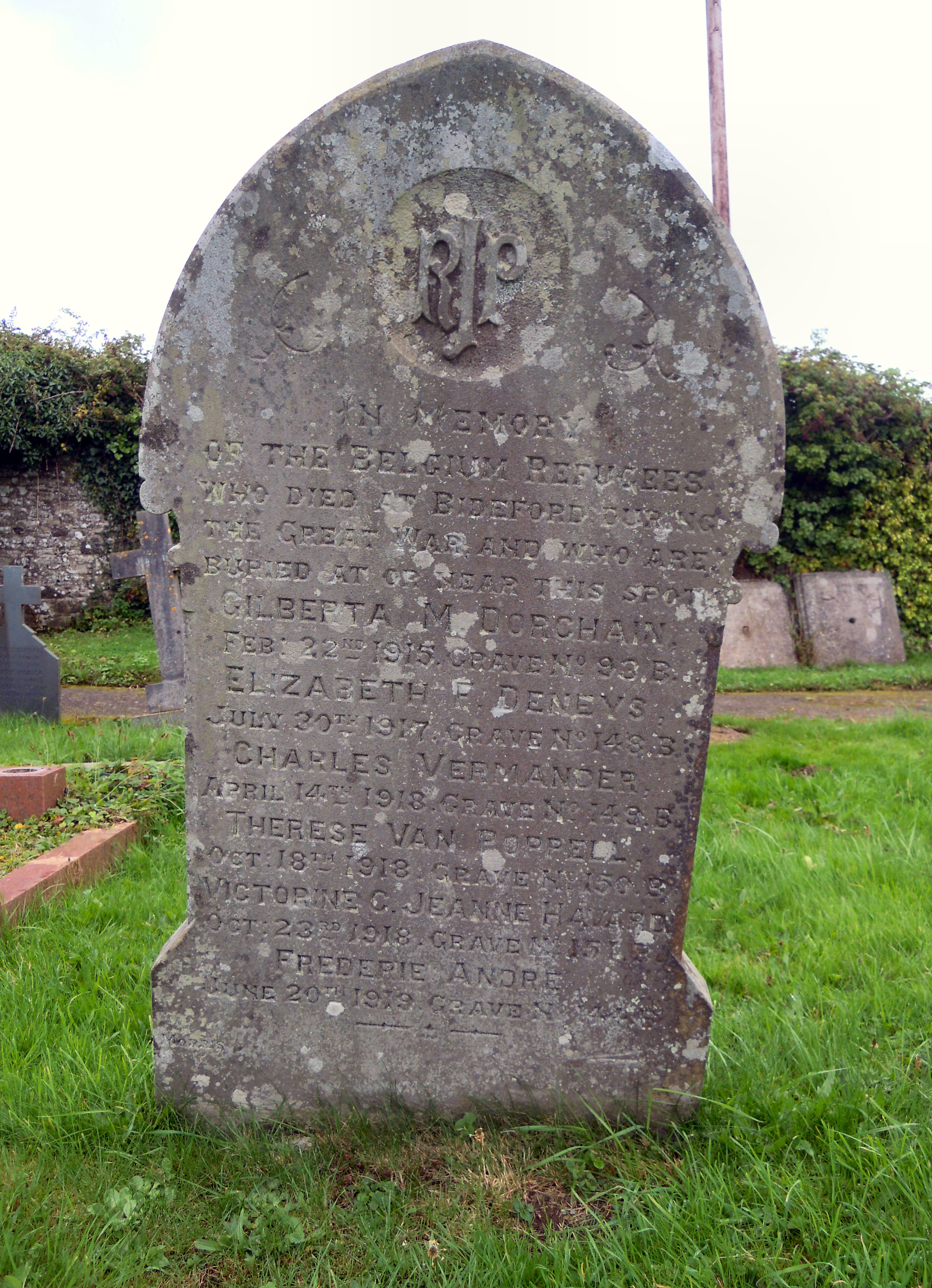
Le mémorial aux réfugiés belges qui sont enterrés ici